# Бранд, Эстер
Эстер Корнелия Бранд (африк. Esther Cornelia Brand (-van Heerden); 29 сентября 1922, Спрингбок, Южно-Африканский Союз — 20 июня 2015, Блумфонтейн, Южно-Африканская Республика) — южноафриканская легкоатлетка, чемпионка летних Олимпийских игр в Хельсинки (1952).

## Спортивная карьера
Трижды возглавляла мировой рейтинг в прыжках в высоту: в 1940-41 и в 1952 гг.
Её прыжок 29 марта 1941 года в Стелленбосе на высоту 1,66 м только в 1976 г. был официально признан мировым рекордом, поскольку Дора Ратьен c результатом 1,70 м (1938) была официально признана мужчиной.
На летних Олимпийских играх 1952 года в Хельсинки южноафриканская спортсменка не могла преодолеть квалификационный турнир в метании диска, однако стала победительницей соревнований в прыжках в высоту с личным рекордом 1,67 м, обойдя мировую рекордсменку Шейлу Лервилл из Великобритании.